# David Lafrenière
Pour les articles homonymes, voir Lafrenière.
David Lafrenière est un astrophysicien québécois. 
En 2008, Radio-Canada a décerné, à lui ainsi qu'à Christian Marois et René Doyon, le titre de scientifique de l'année de Radio-Canada pour avoir obtenu la première photographie d'un système planétaire autre que le nôtre. Grâce à la technique de l'imagerie angulaire différentielle qu'ils ont eux-mêmes développée, ils ont capté l'image de trois planètes plus grosses que Jupiter. Ces planètes gravitent autour de l'étoile HR 8799, située à 130 années-lumière de la Terre.
Il est présentement professeur titulaire au département de physique de l'université de Montréal.

## Honneur
- 2008 - Scientifique de l'année par la Société Radio-Canada
- 2011 - Médaille d'honneur de l'Assemblée nationale[1]